# San Juan de Tunán
San Juan de Tunán es un caserío peruano ubicado en el distrito de Paramonga, perteneciente a la provincia de Barranca del departamento de Lima, en la costa central del Perú.

## Ubicación
San Juan de Tunán se ubica al norte de la provincia de Barranca, en el distrito de Paramonga, en el departamento de Lima.

## Demografía
En 2017 San Juan de Tunán tenía una población de 493 habitantes.
| Gráfica de evolución demográfica de San Juan de Tunán entre 1993 y 2017 |
|                                                                         |
| Fuentes: Población 1993 y 2017                                          |